# Bem-vinda a Quixeramobim
Pour plus de détails, voir Fiche technique et Distribution.
Bem-vinda a Quixeramobim (en France Bienvenue à Quixeramobim) est un long métrage de comédie brésilien, produit par Glaz Entertainment, distribué par Downtown et réalisé par Halder Gomes. Assignée au titre, Monique Alfradique incarne le personnage principal. Le long métrage a été tourné entre les mois d'octobre et de décembre 2020. Le film sera présenté en avant-première au 24e Festival du Cinéma brésilien de Paris le 3 avril 2022,.

## Synopsis
Une comédie qui raconte l'histoire d'Aimée, une femme d'une trentaine d'années, héritière d'un homme d'affaires millionnaire impliqué dans une affaire de corruption. Obligée pour la première fois de faire sans l'argent de son père pour subvenir à ses besoins, Aimée devra trouver refuge dans la dernière propriété familiale encore disponible : une ferme en ruine à Quixeramobim, dans la campagne du Ceará.

## Fiche technique
- Titre original en portugais : Bem-vinda a Quixeramobim
- Titre en français : Bienvenue à Quixeramobim
- Réalisation : Halder Gomes
- Scénario : Marina Morais, Halder Gomes, L.G. Bayão, Marcio Wilson
- Directrice de la photographie : Carina Sanginitto
- Direction artistique : Juliana Ribeiro
- Montage : Helgi Thor
- Son direct : Juliano Zoppi
- Conception sonore et mixage : Érico Sapão Paiva
- Productrice : Mayra Lucas
  - Producteur exécutif : Angelo Ravazi et Paulo Serpa
- Société de production : Glaz Entertainment
- Budget : 5 millions BRL[6]
- Pays d'origine:  Brésil
- Langue originale : portugaise
- Genre : comédie
- Durée : 106 minutes
- Date de sortie : France : 3 avril 2022

## Distribution
- Monique Alfradique : Aimée
- Edmilson Filho : Darlan
- Max Petterson : Eri
- Chandelly Braz : Shirleyanny
- Luís Miranda : Doutor Alexandre
- Silvero Pereira : Heron
- Falcão : Seu Aurenizo
- Carri Costa : Do contra
- Mateus Honori : Zé Qualé
- Araci Breckenfeld : Amelia Lima
- Haroldo Guimarães : Seu Amâncio
- Roberta Wermont : Dona Clemilda
- Valeria Vitoriano : Genésia Gilda
- Paulo Sérgio « Bolachinha » : Meiota